# یواس‌اس مک‌اینرنی (اف‌اف‌جی-۸)
یواس‌اس مک‌اینرنی (اف‌اف‌جی-۸) (به انگلیسی: USS McInerney (FFG-8)) یک کشتی است که طول آن ۴۵۳ فوت (۱۳۸ متر), در کل می‌باشد. این کشتی در سال ۱۹۷۸ ساخته شد.